# مالي سفيتنيتش
مالي سفيتنيتش هي قرية في البوسنة والهرسك. وهي تقع على أراضي مدينة بيهاتش التابعة لكانتون يونا-سانا في اتحاد البوسنة والهرسك. طبقا لنتائج تعداد البوسنة عام 2013، فقد كان عدد سكانها أقل من أو يساوي 10.
قبل حرب البوسنة والهرسك، كانت القرية جزءا من بلدية درفار، وتقع أيضا في اتحاد البوسنة والهرسك ولكن في كانتون 10.

## التركيبة السكانية

### التطور التاريخي للسكان
| 1961 | 1971 | 1981 | 1991 | 2013 |
| ---- | ---- | ---- | ---- | ---- |
| 268  | 195  | 179  | 112  | ≤ 10 |

## وصلات خارجية
- (بالإنجليزية) Maplandia